# Bresegard bei Picher
Bresegard bei Picher es un municipio situado en el distrito de Ludwigslust-Parchim, en el estado federado de Mecklemburgo-Pomerania Occidental (Alemania), a una altitud de 37 metros. Su población a finales de 2016 era de 281 habs. y su densidad poblacional, 17 hab/km².

## Historia
El lugar estuvo habitado desde hace mucho tiempo por pueblos eslavos. La primera mención a la localidad data el año 1421 en unos documentos de Albrecht V.
Durante la Segunda Guerra Mundial, formó parte del área capturada por las tropas estadounidenses. Llegado a un acuerdo con los aliados, fue transferida a la parte ocupada por la Unión Soviética.